# Callaway (Maryland)
Callaway es un lugar designado por el censo ubicado en el condado de Saint Mary en el estado estadounidense de Maryland. En el Censo de 2020 tenía una población de 1779 habitantes y una densidad poblacional de 143,93 habitantes por km². Fue incluido como CDP en el censo de 2020. 

## Geografía
Callaway se encuentra ubicado en las coordenadas 38°14′18″N 76°31′09″O / 38.23833, -76.51917. Según la Oficina del Censo de los Estados Unidos,  tiene una superficie total de 12,36 km², de la cual 12,34 km² corresponden a tierra firme y 0,02 km² a agua.